# Margareta Wilk
Gurli Margareta Wilk, född Fischer 29 januari 1921 i Västanfors församling i Västmanland, död 14 augusti 2000 i Enköpings-Näs, var en svensk textilkonstnär. Textila utsmyckningar av Wilk finns bland annat på Sundsvalls sjukhus. Hon har även funnits representerad på Nationalmuseum.
Hon var gift med advokaten Rolf Moberg.